# 索羅 (新墨西哥州)
索羅（英語：Thoreau）是位於美國新墨西哥州麥金萊縣的普查規定居民點。

## 人口
根據2020年美國人口普查的數據，索羅的面積為102.30平方千米，皆為陸地。當地共有人口2367人，而人口密度為每平方千米23.14人。